# James Ivor Prosser
James Ivor Prosser (Reino Unido, julio de 1951) es un ecólogo microbiano británico, Se desempeña como profesor de microbiología ambiental en el instituto de ciencias biológicas y ambientales de la universidad de Aberdeen.

## Educación
James Prosser estudió Microbiología en el Queen Elizabeth College de Londres, luego adquirió un doctorado en la Universidad de Liverpool bajo la supervisión de Tim Gray.

## Investigación
James Prosser ha realizado muchos aportes importantes para la comprensión de la diversidad de los microorganismos en los ecosistemas naturales. También ha desarrollado técnicas para caracterizar la diversidad de comunidades complejas de microorganismos.
Una de sus investigaciones más importantes ha sido la ecología de las bacterias nitrificantes del suelo y arqueas, que reducen de gran manera la eficiencia de los fertilizantes nitrogenados, los cuales producen los gases del efecto invernadero. Ha estudiado la relación entre la alta diversidad de los oxidantes de amoniaco en el suelo y su función en el ecosistema.

### Investigaciones actuales
- Redundancia funcional en los oxidantes del amoníaco del suelo.[10]
- Oxidantes de amoníaco en ecosistemas inundados.[10]
- Fisiología y la función del ecosistema de las Thaumarchaeota.[10]
- Cultivo y conservación del amoníaco y los oxidantes de nitritos.[10]

## Distinciones
1. Fellow of the Royal Society (FRE) por su contribución a la mejora del conocimiento de la naturaleza (2016).
2. Order of the British Empire (OBE) (Officer of the Order of the British Empire) premio otorgado por sus servicios a la ciencia medioambiental en 2013.
3. Fellow of the Royal Society of Edinburgh (FRSE) (2015).

## Publicaciones

### Artículos Publicados
- 'Detección de un único genéticamente modificados BACTERIAS DE CÉLULAS EN SUELO USANDO de carga acoplada MICROSCOPIA DISPOSITIVO DE-MEJORADA'.(2013) Soil Biology and Biochemistry, vol 58, pp. 244-247.[11]
- 'Piensa antes de secuencia'.(2013) Nature, vol 494, no. 7435, pp. 41-41.[11]
- 'Foto-inhibición diferencial de oxidación de amoníaco de bacterias y arqueas'.(2012) FEMS Microbiology Letters, vol 327, no. 1, pp. 41-46.[11]
- ''Archaea en lugar de controlar las bacterias de nitrificación en dos suelos ácidos agrícolas'.(2010) FEMS Microbiology Ecology, vol 74, no. 3, pp. 566-574.[11]
- 'Isótopos estables de sondeo análisis de las interacciones entre el amoníaco oxidantes'.(2010) Applied and Environmental Microbiology , vol 76, n. 8, pp 2468-2477.[11]
- "Regulación de la adhesión de células de Pseudomonas fluorescens a vidrio por compuestos volátiles extracelulares '.(2000) Microbiología , vol 69, n. .. 3, pp 287-290.[11]
- 'Factores extracelulares que afectan a la adherencia de Pseudomonas fluorescens células a superficies de cristal'. (2000)Microbiología , vol 69, n. .. 2, pp 186-190.[11]

### Libros
- Los modelos fisiológicos en Microbiología . Serie CRC en Modelos matemáticos en Microbiología, CRC Press, Boca Raton, FL, EE.UU. (1988).[11]
- Microbiología introductoria: Microbiología básica . Wiley-Blackwell, Oxford, Reino Unido (1986).[11]
- La nitrificación . Publicaciones especiales de la Sociedad de Microbiología General, vol. 20, IRL Press Limited (1986).[11]

## Conferencias
- "Aplicación de técnicas basadas luminiscencia al estudio del estado viable pero no cultivable en las bacterias" 7º Congreso Internacional de Bacteriología y división Microbiología Aplicada, Praga, República Checa(1994).[11]
- "Detección basada en la luminiscencia de bacterias viables, pero no cultivables" 126ª Reunión de la Sociedad de Microbiología General. Universidad de Exeter, Reino Unido(1993).[11]
- "Los factores físicos y fisiológicos que afectan a la transferencia de genes en los biofilms" 7º Simposio Internacional sobre Ecología Microbiana (ISME 7), Santos, Brasil(1995).[11]